# Imeria
Imeria, monotipski rod glavočika iz podtribusa Critoniinae, dio tribusa Eupatorieae. Jedina vrsta je I. memorabilis, sa sjevera Južne Amerike

## Opis
Imeria uključuje 2 grmolike vrste (danas jedna vrsta) koje se javljaju u tepuisima Venezuele. Rod se ističe svojim krutim razgranatim habitusom i čvrstim kožastim listovima, u kombinaciji s papusom brojnih čekinja, istaknuto dlakavim cvjetištem i 7-9 rebrastih cipsela.

## Sinonimi
Nema.